# Lucas Moreira Neves
Lucas Moreira Neves OP (ur. 16 września 1925 w São João del Rei, zm. 8 września 2002 w Rzymie) – brazylijski duchowny katolicki, arcybiskup São Salvador da Bahia, wysoki urzędnik Kurii Rzymskiej, kardynał, dominikanin.

## Życiorys
Studiował w seminarium w Mariana. Wstąpił do zakonu dominikanów (O.P.), uroczyste śluby złożył 7 marca 1945; w konwencie zakonnym w São Paulo studiował filozofię (1945-1947). Kontynuował studia w dziedzinie teologii w szkole Saint-Maximin w Var (Francja), tam też przyjął święcenia kapłańskie 9 lipca 1950. Po powrocie do Brazylii pełnił szereg funkcji w zakonie, był kościelnym asystentem instytucji duszpasterskich młodzieży akademickiej, redaktorem pisma "Mensageiro do Santo Rosario", duszpasterzem środowiska artystów i intelektualistów.
9 czerwca 1967 został mianowany biskupem pomocniczym São Paulo, ze stolicą tytularną Feradi Maius; 26 sierpnia t.r. sakry biskupiej udzielił mu kardynał Agnelo Rossi (arcybiskup São Paulo). W latach 1971–1974 Neves był prezydentem brazylijskiego Caritasu. Brał udział w konferencjach generalnych Episkopatów Latynoamerykańskich. W marcu 1974 został mianowany wiceprzewodniczącym watykańskiej Rady ds. Świeckich, w październiku 1979 sekretarzem Kongregacji Biskupów (wraz z nominacją na arcybiskupa tytularnego). Od listopada 1979 był również sekretarzem Kolegium Kardynalskiego. W styczniu 1987 otrzymał inną tytularną stolicę arcybiskupią (Forum Novum), a w lipcu t.r. został przeniesiony na arcybiskupstwo São Salvador da Bahia. Był członkiem Brazylijskiej Akademii Literatury.
28 czerwca 1988 został wyniesiony przez Jana Pawła II do godności kardynalskiej, z tytułem prezbitera Ss. Bonifacio e Alessio. Od 1990 regularnie uczestniczył w sesjach Światowego Synodu Biskupów w Watykanie, wchodząc w skład sekretariatu generalnego oraz pełniąc funkcję relatora jednej z sesji. Reprezentował Jana Pawła II na Narodowym Kongresie Eucharystycznym Argentyny w Santiago del Estero (sierpień-wrzesień 1991) w charakterze specjalnego wysłannika papieskiego. W latach 1995–1998 był przewodniczącym Konferencji Episkopatu Brazylii. W czerwcu 1998 zrezygnował z dalszych rządów archidiecezją i powrócił do pracy w Kurii Rzymskiej; jako pierwszy duchowny z Ameryki Łacińskiej został prefektem Kongregacji Biskupów i przewodniczącym Papieskiej Komisji ds. Ameryki Łacińskiej. Również w czerwcu 1998 został podniesiony do rangi kardynała biskupa i otrzymał diecezję podmiejską Sabina-Poggio Mirteto, zachowując tytuł prezbitera Ss. Bonifacio ed Alessio (in commendam). We wrześniu 2000 przeszedł na emeryturę z funkcji kurialnych.
Zmarł w Rzymie, został pochowany w katedrze w São Salvador da Bahia.